# Jällaleden
Jällaleden är en vandringsledinom Uppsala kommun. Den går mellan Jälla och Storvreta.
Utmed leden ligger Trollberget där det finns en grotta. Vid leden har det satts ut spänger på vissa ställen för att göra det lättare att passera bäckar och våtmarker. Det finns även grillplatser. Jällaleden är nästan sju kilometer lång.